# Wereldkampioenschappen kunstschaatsen 1960
De Wereldkampioenschappen kunstschaatsen 1960 werden gevormd door vier toernooien die door de Internationale Schaatsunie werden georganiseerd.
Voor de mannen was het de 51e editie, voor de vrouwen de 41e, voor de paren de 39e en voor de ijsdansers de negende editie. De kampioenschappen vonden plaats in Vancouver, Canada. Vancouver was voor de eerste keer gaststad voor de WK toernooien. Canada was voor de tweede keer het gastland, in 1932 vonden de kampioenschappen voor mannen, vrouwen en paren in Montreal plaats.
Het waren de eerste kampioenschappen waarbij maximaal drie startplaatsen per land per kampioenschap mocht worden ingevuld.

## Deelname
Er namen deelnemers uit dertien landen deel aan deze kampioenschappen. Zij vulden 62 startplaatsen in. Voor Nederland kwamen Sjoukje Dijkstra en Joan Haanappel uit bij de vrouwen.
(Tussen haakjes het totaal aantal startplaatsen in de vier toernooien.)
| Canada (12) Verenigde Staten (11) West-Duitsland (8) Frankrijk (5) Oostenrijk (5) | Verenigd Koninkrijk (5) Australië (4) Japan (3) Zwitserland (3) | Italië (2) Nederland (2) Sovjet-Unie (2) Tsjecho-Slowakije (1) |

## Medailleverdeling
Bij de mannen werd Alain Giletti de zestiende wereldkampioen. Het was de zesde wereldtitel voor Frankrijk in het kunstschaatsen en de eerste bij de mannen. Voor hem wonnen Andreé Joly / Pierre Brunet (1926, 1928, 1930, 1932) de wereldtitel bij de paren en Jacqueline du Bief werd in 1952 wereldkampioene bij de vrouwen. Voor Giletti was het zijn derde medaille, in 1954 en 1958 werd hij derde. De Canadees Donald Jackson werd net als in 1959 tweede, het was ook zijn tweede medaille. Alain Calmat bezorgde Frankrijk dit jaar een tweede medaille bij de mannen, hij werd derde, het was zijn eerste medaille.
Bij de vrouwen prolongeerde Carol Heiss de wereldtitel, haar vijfde op rij. Zij werd daarmee de derde vrouw die vijf wereldtitels op rij won. De Oostenrijkse Herma Szabo (van 1922-1926) en de Noorse Sonja Henie (tien titels van 1927-1936) gingen haar voor. Heiss stond voor het zesde opeenvolgende jaar op het erepodium, in 1955 werd zij derde. Sjoukje Dijkstra veroverde met de tweede plaats de tweede medaille voor Nederland in het kunstschaatsen, in 1959 eindigde ze op de derde plaats. De Amerikaanse Barbara Ann Roles op plaats drie stond voor het eerst op het podium.
Bij de paren veroverde het Canadese paar Barbara Wagner / Robert Paul voor de vierde opeenvolgende keer de wereldtitel. Zij evenaarden hiermee de prestatie die het Franse paar Joly / Brunet, het Hongaarse paar Emelie Rotter / László Szollás (1931, 1933-1935) en het Duitse paar Maxi Herber / Ernst Baier (van 1936-1939) voor hen leverden. Hun landgenoten broer en zus Maria en Otto Jelinek stonden voor de derde keer op het podium, na hun derde plaatsen in 1957 en 1958 werden ze dit jaar tweede. Marika Kilius veroverde haar vierde WK medaille, in 1956 (derde) en 1957 (tweede) deed ze dit met schaatspartner Franz Ningel, in 1959 (tweede) en dit jaar (derde) met Hans-Jürgen Bäumler, die voor de tweede keer op het WK podium plaats nam.
Bij het ijsdansen prolongeerde het paar Doreen Denny / Courtney Jones de wereldtitel. Voor Jones was het de vijfde opeenvolgende keer dat hij op het podium plaatsnam, in 1956 (tweede), 1957 en 1958 (wereldkampioen) stond hij hier nog met ijsdanspartner June Markham, in 1959 en dit jaar met partner Denny die voor de tweede keer op het podium stond. De Canadees William McLachlan stond voor de vierde opeenvolgende keer op het podium, in 1957, 1958 (tweede) en 1959 (derde) met schaatspartner Geraldine Fenton, dit jaar werd hij tweede met schaatspartner Virginia Thompson. Het ijsdanspaar Christiane Guhel / Jean Paul Guhel veroverde de eerste medaille voor Frankrijk bij het ijsdansen, daarmee werd Frankrijk na Groot-Brittannië, de Verenigde Staten en Canada het vierde land dat een WK medaille in het ijsdansen behaalde.
| Discipline | Goud                          | Zilver                                | Brons                               |
| ---------- | ----------------------------- | ------------------------------------- | ----------------------------------- |
| Mannen     | Alain Giletti                 | Donald Jackson                        | Alain Calmat                        |
| Vrouwen    | Carol Heiss                   | Sjoukje Dijkstra                      | Barbara Roles                       |
| Paren      | Barbara Wagner / Robert Paul  | Maria Jelinek / Otto Jelinek          | Marika Kilius / Hans-Jürgen Bäumler |
| IJsdansen  | Doreen Denny / Courtney Jones | Virginia Thompson / William McLachlan | Christiane Guhel / Jean Paul Guhel  |

## Uitslagen
| #      | naam (deelname)           | land                                  | pc  |
| ------ | ------------------------- | ------------------------------------- | --- |
| Goud   | Alain Giletti (8)         | Vlag van Frankrijk                    | 9   |
| Zilver | Donald Jackson (4)        | Vlag van Canada 1957-1965             | 12  |
| Brons  | Alain Calmat (7)          | Vlag van Frankrijk                    | 23  |
| 4      | Norbert Felsinger (7)     | Vlag van Oostenrijk                   | 30  |
| 5      | Tilo Gutzeit (5)          | Vlag van Bondsrepubliek Duitsland     | 39  |
| 6      | Bradley Lord (2)          | Vlag van Verenigde Staten (1959-1960) | 47  |
| 7      | Manfred Schnelldorfer (4) | Vlag van Duitsland                    | 52  |
| 8      | Donald McPherson          | Vlag van Canada 1957-1965             | 49  |
| 9      | Gregory Kelley            | Vlag van Verenigde Staten (1959-1960) | 55  |
| 10     | Peter Jonas (2)           | Vlag van Oostenrijk                   | 78  |
| 11     | Louis James Stong         | Vlag van Canada 1957-1965             | 80  |
| 12     | Nobuo Sato                | Vlag van Japan                        | 87  |
| 13     | Hubert Köpfler (4)        | Vlag van Zwitserland                  | 90  |
| 14     | Robin Jones               | Vlag van Verenigd Koninkrijk          | 94  |
| 15     | David Clements (2)        | Vlag van Verenigd Koninkrijk          | 101 |
| 16     | Tim Spencer               | Vlag van Australië                    | 106 |
| 17     | William Cherrell (3)      | Vlag van Australië                    | 119 |

| #      | naam (deelname)       | land                                  | pc  |
| ------ | --------------------- | ------------------------------------- | --- |
| Goud   | Carol Heiss (7)       | Vlag van Verenigde Staten (1959-1960) | 9   |
| Zilver | Sjoukje Dijkstra (6)  | Vlag van Nederland                    | 19  |
| Brons  | Barbara Roles (2)     | Vlag van Verenigde Staten (1959-1960) | 26  |
| 4      | Regine Heitzer (3)    | Vlag van Oostenrijk                   | 44  |
| 5      | Joan Haanappel (6)    | Vlag van Nederland                    | 48  |
| 6      | Jana Mrazkova         | Vlag van Tsjecho-Slowakije            | 61  |
| 7      | Wendy Griner          | Vlag van Canada 1957-1965             | 61  |
| 8      | Karin Frohner (2)     | Vlag van Oostenrijk                   | 76  |
| 9      | Laurence Owen         | Vlag van Verenigde Staten (1959-1960) | 75  |
| 10     | Anna Galmarini (3)    | Vlag van Italië                       | 89  |
| 11     | Dany Rigoulot (2)     | Vlag van Frankrijk                    | 103 |
| 12     | Nicole Hassler (2)    | Vlag van Frankrijk                    | 115 |
| 13     | Sonia Snelling (3)    | Vlag van Canada 1957-1965             | 112 |
| 14     | Miwa Fukuhara         | Vlag van Japan                        | 122 |
| 15     | Shirra Kenworthy      | Vlag van Canada 1957-1965             | 137 |
| 16     | Junko Euno (2)        | Vlag van Japan                        | 145 |
| 17     | Barbel Martin         | Vlag van Bondsrepubliek Duitsland     | 151 |
| 18     | Ursel Barkey          | Vlag van Bondsrepubliek Duitsland     | 162 |
| 19     | Franzi Schmidt        | Vlag van Zwitserland                  | 171 |
| 20     | Carolyn Krau (3)      | Vlag van Verenigd Koninkrijk          | 176 |
| 21     | Liliane Crosa         | Vlag van Zwitserland                  | 190 |
| 22     | Carla Tichatschek (4) | Vlag van Italië                       | 185 |
| 23     | Beverly Helmore       | Vlag van Australië                    | 209 |
| 24     | Mary Lynette Wilson   | Vlag van Australië                    | 214 |

| #      | naam (deelname)                                 | land                                  | pc   |
| ------ | ----------------------------------------------- | ------------------------------------- | ---- |
| Goud   | Barbara Wagner (6) Robert Paul (6)              | Vlag van Canada 1957-1965             | 9    |
| Zilver | Maria Jelinek (4) Otto Jelinek (4)              | Vlag van Canada 1957-1965             | 21   |
| Brons  | Marika Kilius (6) Hans Jürgen Bäumler (4)       | Vlag van Bondsrepubliek Duitsland     | 24   |
| 4      | Margret Gobl (2) Franz Ningel (5)               | Vlag van Bondsrepubliek Duitsland     | 42   |
| 5      | Nina Zjoek (2) Stanislav Zjoek (2)              | Vlag van Sovjet-Unie                  | 53   |
| 6      | Nancy Ludington-Rouillard (4) Ron Ludington (4) | Vlag van Verenigde Staten (1959-1960) | 59   |
| 7      | Diana Hinko (2) Heinz Döpfl (2)                 | Vlag van Oostenrijk                   | 67.5 |
| 8      | Ljudmila Belousova (2) Oleg Protopopov (2)      | Vlag van Sovjet-Unie                  | 68   |
| 9      | Rita Blumenberg Werner Mensching                | Vlag van Bondsrepubliek Duitsland     | 77.5 |
| 10     | Maribel Owen (2) Dudley Richards (2)            | Vlag van Verenigde Staten (1959-1960) | 90   |
| 11     | Debbie Wilkes Guy Revell                        | Vlag van Canada 1957-1965             | 92   |
| 12     | Ila Ray Hadley Ray Hadley                       | Vlag van Verenigde Staten (1959-1960) | 99   |

| #      | naam (deelname)                          | land                                  | pc |
| ------ | ---------------------------------------- | ------------------------------------- | -- |
| Goud   | Doreen Denny (2) Courtney Jones (5)      | Vlag van Verenigd Koninkrijk          | 7  |
| Zilver | Virginia Thompson William McLachlan (4)  | Vlag van Canada 1957-1965             | 16 |
| Brons  | Christiane Guhel (3) Jean-Paul Guhel (3) | Vlag van Frankrijk                    | 22 |
| 4      | Margie Ackles (2) Charles Phillips (2)   | Vlag van Verenigde Staten (1959-1960) | 25 |
| 5      | Marilyn Meeker Larry Pierce              | Vlag van Verenigde Staten (1959-1960) | 39 |
| 6      | Ann Martin (2) Gille Vanasse             | Vlag van Canada 1957-1965             | 46 |
| 7      | Svata Staroba (2) Mirek Staroba (2)      | Vlag van Canada 1957-1965             | 52 |
| 8      | Yvonne Littlefield Roger Campbell        | Vlag van Verenigde Staten (1959-1960) | 52 |
| 9      | Rita Paucka (3) Peter Kwiet (3)          | Vlag van Bondsrepubliek Duitsland     | 56 |

Medaillewinnaars

Mannen · 
Vrouwen ·
Paren · 
IJsdansen

 Toernooi

1896 · 
1897 · 
1898 · 
1899 · 
1900 · 
1901 · 
1902 · 
1903 · 
1904 · 
1905 · 
1906 · 
1907 · 
1908 · 
1909 · 
1910 · 
1911 · 
1912 · 
1913 · 
1914 · 
1915-1921 · 
1922 · 
1923 · 
1924 · 
1925 · 
1926 · 
1927 · 
1928 · 
1929 · 
1930 · 
1931 · 
1932 · 
1933 · 
1934 · 
1935 · 
1936 · 
1937 · 
1938 · 
1939 ·
1940-1946 · 
1947 · 
1948 · 
1949 · 
1950 · 
1951 · 
1952 · 
1953 · 
1954 · 
1955 · 
1956 · 
1957 · 
1958 · 
1959 · 
1960 · 
1961 · 
1962 · 
1963 · 
1964 · 
1965 · 
1966 · 
1967 · 
1968 · 
1969 · 
1970 · 
1971 · 
1972 · 
1973 · 
1974 · 
1975 · 
1976 · 
1977 · 
1978 · 
1979 · 
1980 · 
1981 · 
1982 · 
1983 · 
1984 · 
1985 · 
1986 · 
1987 · 
1988 · 
1989 · 
1990 · 
1991 · 
1992 · 
1993 · 
1994 · 
1995 ·
1996 · 
1997 · 
1998 · 
1999 · 
2000 · 
2001 · 
2002 · 
2003 · 
2004 · 
2005 · 
2006 ·
2007 ·
2008 ·
2009 ·
2010 ·
2011 ·
2012 ·
2013 ·
2014 ·
2015 ·
2016 ·
2017 ·
2018 ·
2019 · 
2020 · 
2021 ·
2022 ·
2023 ·
2024

 ISU-kampioenschappen

WK kunstschaatsen junioren ·
EK kunstschaatsen ·
Viercontinentenkampioenschap ·
Olympische Spelen